# Плетена
Плете́на (болг. Плетена) — село в Благоєвградській області Болгарії. Входить до складу общини Сатовча.

## Населення
За даними перепису населення 2011 року у селі проживала 1561 особа.
Національний склад населення села:
| Національність   | Кількість осіб | Відсоток |
| ---------------- | -------------- | -------- |
| болгари          | 1178           | 92,7%    |
| турки            | 16             | 1,3%     |
| не визначились   | 57             | 4,5%     |
| Всього відповіли | 1271           |          |

Розподіл населення за віком у 2011 році:
Динаміка населення: